# Varenne (Arques)
Die Varenne ist ein Fluss in Frankreich, der im Département Seine-Maritime in der Region Normandie verläuft. Sie entspringt im Gemeindegebiet von Saint-Martin-Osmonville, entwässert generell in nordwestlicher Richtung durch die Landschaft Pays de Bray und vereinigt sich nach rund 39 Kilometern bei Arques-la-Bataille mit den Flüssen Béthune und Eaulne. Sie bilden so den Fluss Arques, der seinerseits nach rund sechs Kilometern in den Ärmelkanal mündet.

## Orte am Fluss
- Saint-Martin-Osmonville
- Saint-Saëns
- Bellencombre
- Torcy-le-Grand
- Torcy-le-Petit
- Martigny
- Arques-la-Bataille